# Франц II (Лотарингия)
Франц II Лотарингски или Франсоа II (на френски: François II de Lorraine; * 27 февруари 1572, Нанси; † 14 октомври 1632) e граф на Водемон и 5 дена херцог на Лотарингия (21 – 26 ноември 1625).

## Живот
Той е третият син на херцог Карл III Лотарингски и съпругата му принцеса Клод дьо Валоа, дъщеря на френския крал Анри II и Катерина Медичи.
Франц II получава титлата граф на Водемон, баща му го номинира за свой заместник (генерал-лейтенант) през 1594 г., когато е извън страната. Същата година той става генерал-лейтенант на френския крал в Тул и Вердюн. През 1621 г. се скарва с брат си Анри II, който от 1608 г. е херцог, и отива в Германия, за да се бие за кайзера против протестантите.
След смъртта на Анри той става на 21 ноември 1625 г. херцог. След пет дена се оттегля в Графство Водемон и господството Салин в полза на сина си Карл IV. Франц II умира след по-малко от година.

## Фамилия
Франц II се жени през 1597 г. за Христина фон Салм (* 1575; † 1627), дъщеря на граф Паул фон Салм и наследничка на графството. Те имат децата:
- Хайнрих (* 1602; † 1611), маркиз на Хатоншател
- Карл IV (* 1604; † 1675), херцог на Лотарингия
- Хенриета (* 1605; † 1660) ∞
  1. 1621 Луи дьо Гиз († 1631), княз на Пфалцбург и Ликсхайм
  2. 1643 Шарл Гуаско марчезе де Салерио, 1644 имперски княз на Пфалцбург и Ликсхайм
  3. 1652 Джузепе Франческо де Грималди († 1693) княз на Пфалцбург и Ликсхайм
- Николаус II Франц (1609 – 1670), кардинал, херцог на Лотарингия и Бар (1634 – 1661).
- Маргарета (* 1615; † 1672), ∞ 1632 Гастон Орлеански, херцог на Орлеан
- Христина (* 1621; † 1622)